# Aranui (Schiff)
Die Aranui war eine 1966 in Dienst gestellte Fähre der New Zealand Railways. Das Schiff blieb bis 1984 auf der Strecke von Wellington nach Picton in Fahrt und wurde anschließend unter verschiedenen Namen und Einsatzgebieten genutzt, ehe ein Maschinenschaden seine aktive Dienstzeit 1991 beendete. 1994 ging die Fähre unter dem Namen Najd III zum Abbruch nach Bangladesch.

## Geschichte
Die Aranui wurde im April 1964 bei Vickers-Armstrongs in Newcastle upon Tyne bestellt und am 26. Juni 1965 unter der Baunummer 183 vom Stapel gelassen. Nach der Übernahme durch die New Zealand Railways und den Tochterkonzern SeaRail (ab 1989 Interislander) im April 1966 nahm das Schiff am 8. Juni den Fährdienst von Wellington nach Picton auf.
Am 27. Mai 1969 kollidierte die Aranui bei starkem Seegang mit einer Mole im Hafen von Wellington, wodurch sie beschädigt wurde und zehn Tage lang für Reparaturarbeiten ausfiel. Im Mai 1978 ging das Schiff für Umbauarbeiten nach Singapur, ehe es am 20. November 1978 wieder den Dienst aufnahm.
Am 19. Juni 1984 beendete die Aranui nach achtzehn Jahren im Dienst ihre letzte Überfahrt von Wellington nach Picton und wurde anschließend zum Verkauf aufgelegt. Neuer Eigner wurde im Oktober 1984 die Najd Trading & Construction Establishment mit Sitz in Dschidda, die sie in Aranui I umbenannten und nach zwei weiteren Jahren Liegezeit im November 1986 unter dem Namen Nui unter der Flagge Panamas nach Dschidda überführten. Von dort aus nahm das Schiff am 10. November den Dienst nach Akaba und Sues auf.
Im Februar 1986 wurde die Nui in Najd III umbenannt und fortan im Fährdienst von Dschidda bis nach Singapur eingesetzt. Knapp fünf Jahre darauf erlitt sie im Juli 1991 einen Maschinenschaden und musste in Singapur aufgelegt werden. Für 1992 war eine Reparatur des Schiffes geplant, die jedoch wegen nicht bezahlter Rechnungen des Besitzers unrealisiert blieb. Nach weiteren zwei Jahren Liegezeit ging die Najd III am 3. November 1994 in den Besitz der Abwrackwerft von Lalbag Jahanabad (andere Quellen nennen die Werft von H Steel) im bangladeschischen Chittagong über, wo sie am 20. November zum Abbruch eintraf.